# Selvforvaltning
Selvforvaltning er det selv at definere, tilrettelægge og gennemføre sine arbejdsopgaver oftest under hensyntagen til visse overordnede rammer eller retningslinjer

## Det lokale selvstyre
I Danmark har det siden 1860 været muligt for kommunerne selv at opkræve skatter og at fastsætte udskrivningsprocenten. Dette er et vigtigt fundament for den kommunale selvforvaltning.